# Mistrzostwa Świata w Boksie 2013
17. Mistrzostwa Świata w Boksie – mistrzostwa świata w boksie, które odbyły się w dniach 14 - 26 października w Ałmaty.

## Rezultaty

### Medaliści
| Kategoria wagowa              | Złoto                 | Srebro               | Brąz                                    |
| Waga papierowa (-49 kg)       | Byrżan Żakypow        | Mohamed Flissi       | Yosvany Veitía David Jimenez            |
| Waga musza (-52 kg)           | Misza Ałojan          | Jasurbek Latipov     | Andrew Selby Chatchai Butdee            |
| Waga kogucia (-56 kg)         | Javid Chalabiyev      | Władimir Nikitin     | Mykoła Bucenko Kairat Jeralijew         |
| Waga lekka (-60 kg)           | Lázaro Álvarez        | Robson Conceição     | Domenico Valentino Berik Abdrachmanow   |
| Waga lekkopółśrednia (-64 kg) | Merej Akszałow        | Yasniel Toledo       | Éverton Lopes Uranczimegijn Mönch-Erden |
| Waga półśrednia (-69 kg)      | Danijar Jeleussinow   | Arisnoidys Despaigne | Arajik Marutjan Gabriel Maestre         |
| Waga średnia (-75 kg)         | Żanibek Alimchanuli   | Jason Quigley        | Antony Fowler Artiom Czebotariow        |
| Waga półciężka (-81 kg)       | Julio de la Cruz      | Ädylbek Nijazymbetow | Joe Ward Oybek Mamazulunov              |
| Waga ciężka (-91 kg)          | Clemente Russo        | Jewgienij Tiszczenko | Teymur Məmmədov Yamil Peralta           |
| Waga superciężka (+91 kg)     | Məhəmmədrəsul Məcidov | Iwan Dyczko          | Roberto Cammarelle Erik Pfeifer         |